# American Canyon
American Canyon ist eine Stadt im Napa County im US-Bundesstaat Kalifornien mit 21.837 Einwohnern (Stand: 2020).

## Geschichte
American Canyon wurde 1992 gegründet.

## Geographie
Die Stadt liegt bei den geographischen Koordinaten 38,18° Nord, 122,26° West und grenzt im Westen an den Napa River, im Osten an den Sulphur Springs Mountain, im Süden an Vallejo und an den Napa County-Flughafen im Norden. Durch die Stadt verläuft in Nord-Süd-Richtung die California State Route 29. Die Stadt liegt etwa 35 km nördlich von San Francisco.

## Demographie
Laut der Volkszählung 2010 verteilten sich die 19.454 Einwohner auf 5.657 Haushalte. Die Bevölkerungsdichte lag bei 1818,1 Einw./km². 38,9 % bezeichneten sich als Weiße, 7,9 % als Afroamerikaner, 0,7 % als Indianer, 32,9 % als Asian Americans, 12,1 % gaben die Angehörigkeit zu einer anderen Ethnie und 6,6 % zu mehreren Ethnien an. 25,7 % der Bevölkerung bestand aus Hispanics oder Latinos.
Im Jahr 2010 lebten in 49,6 % aller Haushalte Kinder unter 18 Jahren sowie 24,4 % aller Haushalte Personen mit mindestens 65 Jahren. 81,5 % der Haushalte waren Familienhaushalte (bestehend aus verheirateten Paaren mit oder ohne Nachkommen bzw. einem Elternteil mit Nachkomme). Die durchschnittliche Größe eines Haushalts lag bei 3,43 Personen und die durchschnittliche Familiengröße bei 3,78 Personen.
31,4 % der Bevölkerung waren jünger als 20 Jahre, 24,9 % waren 20 bis 39 Jahre alt, 29,5 % waren 40 bis 59 Jahre alt und 14,3 % waren mindestens 60 Jahre alt. Das mittlere Alter betrug 35,5 Jahre. 49 % der Bevölkerung waren männlich und 51 % weiblich.
Der Median des Einkommens je Haushalt lag 2017 bei 91.705 US-Dollar. 8,3 % der Bevölkerung lebten unterhalb der Armutsgrenze.